# Sąd Okręgowy w Zamościu
Sąd Okręgowy w Zamościu – organ wymiaru sprawiedliwości z siedzibą przy ul. Prymasa Stefana Wyszyńskiego 11 w Zamościu. Przynależy do jurysdykcji Sądu Apelacyjnego w Lublinie.

## Status prawny
Sąd okręgowy jest państwową jednostką organizacyjną nieposiadającą osobowości prawnej. W polskim wymiarze sprawiedliwości jest zasadą, że w pierwszej instancji orzeka sąd rejonowy, natomiast sąd okręgowy orzeka jako sąd pierwszej instancji tylko w sprawach o zbrodnie i niektóre występki. Na wniosek sądu rejonowego sąd apelacyjny może przekazać sądowi okręgowemu do rozpoznania w I instancji sprawę o każde przestępstwo ze względu na szczególną wagę lub zawiłość tej sprawy.
Sąd Okręgowy stanowi element władzy sądowniczej sprawującej wymiar sprawiedliwości na podstawie Konstytucji RP. Sposób organizacji Sądu reguluje ustawa o ustroju sądów powszechnych, a także akty wykonawcze. 
 Obejmuje obszar właściwości sądów rejonowych w Zamościu, Biłgoraju, Hrubieszowie, Janowie Lubelskim, Krasnymstawie i Tomaszowie Lubelskim.

## Struktury organizacyjne
Sądy okręgowe funkcjonują w strukturach sądów powszechnych, które rozstrzygają wszelkie sprawy z zakresu prawa karnego, cywilnego, rodzinnego i opiekuńczego oraz prawa pracy i ubezpieczeń społecznych, które nie są zastrzeżone dla innych sądów.
W Sądzie Okręgowym w Zamościu utworzono następujące wydziały:
- Wydział I Cywilny.
- Wydział II Karny.
- Wydział IV Pracy i Ubezpieczeń Społecznych.

## Historia
1 czerwca 1918 roku reskryptem Rady Regencyjnej Królestwa Polskiego utworzono Sąd Okręgowy w Zamościu, dla powiatów zamojskiego, biłgorajskiego, hrubieszowskiego i tomaszowskiego. 1 stycznia 1951 roku zlikwidowano sądy okręgowe.
W wyniku reformy administracyjnej i utworzenia województwa zamojskiego, 1 czerwca 1975 roku na mocy rozporządzenia Ministra Sprawiedliwości utworzono Sąd Wojewódzki w Zamościu.
W wyniku kolejnej reformy administracyjnej i utworzenia 
województwa lubelskiego, 1 stycznia 1999 roku zmieniono nazwę sądu na Sąd Okręgowy w Zamościu, na obszarze właściwości sądów rejonowych w: Zamościu, Biłgoraju, Hrubieszowie i Tomaszowie Lubelskim.
Prezesi sądu:
1918–1930. Romuald Jaśkiewicz.
1930–1935. Alfons Głowacz.
1935–1936. Tadeusz Giedroyć.
1936–1939. Władysław Kozłowski.
1945–1949. Władysław Kozłowski.
1975–1990. Wiesław Zaręba (Sąd Wojewódzki).
1990–1998. Bohdan Tracz (Sąd Wojewódzki).
1998–2001. Marek Zalewski (Sąd Wojewódzki, od 1999 Sąd Okręgowy).
2002–2003. Jacek Stępniak.
2004–2010. Halina Bork.
2010–2016. Jerzy Rusin.
2016–2022. Jerzy Żurawicki.
2022– nadal Mirosław Baranowski.